# Аттиковское сельское поселение
Аттиковское се́льское поселе́ние (чув. Пӑрмас ял тӑрӑхӗ) — муниципальное образование в Козловском районе Чувашской Республики Российской Федерации.
Административный центр — село Аттиково.

## История
Статус и границы сельского поселения установлены Законом Чувашской Республики от 24 ноября 2004 года № 37 «Об установлении границ муниципальных образований Чувашской Республики и наделении их статусом городского, сельского поселения, муниципального района и городского округа».

## Население
| 2010 | 2012 | 2013 | 2014 | 2015 | 2016 | 2017 |
| ---- | ---- | ---- | ---- | ---- | ---- | ---- |
| 973  | ↗982 | ↘980 | ↘975 | ↘951 | ↘947 | ↘934 |
| 2018 | 2019 | 2020 | 2021 |      |      |      |
| ↘909 | ↘881 | ↘868 | ↘857 |      |      |      |

## Состав сельского поселения
| №  | Населённый пункт | Тип населённого пункта       | Население |
| -- | ---------------- | ---------------------------- | --------- |
| 1  | Аттиково         | село, административный центр | ↗198      |
| 2  | Байметево        | деревня                      | ↗33       |
| 3  | Верхнее Анчиково | деревня                      | ↗45       |
| 4  | Казаково         | деревня                      | ↗77       |
| 5  | Мартыново        | деревня                      | ↗95       |
| 6  | Нижнее Анчиково  | деревня                      | ↗69       |
| 7  | Решетниково      | деревня                      | ↗112      |
| 8  | Тоганашево       | деревня                      | ↗131      |
| 9  | Чешлама          | деревня                      | ↗252      |
| 10 | Чешлама          | разъезд                      | →3        |

## Инфраструктура
- СХПК «Родина»
- Нижне-Анчиковская сельская библиотека
- Чешламинский СДК
- Байметевский сельский клуб
- Аттиковский ФАП
- Чешламинский ФАП
- Тоганашевский ФАП